# Man's Lust for Gold
Man's Lust for Gold è un cortometraggio muto del 1912 diretto da D.W. Griffith.

## Produzione
Il film fu prodotto dalla Biograph Company. Venne girato a San Fernando, in California.

## Distribuzione
Distribuito dalla General Film Company, il film - un cortometraggio di una bobina - uscì nelle sale cinematografiche USA il 1º luglio 1912.
Non si conoscono copie ancora esistenti della pellicola che viene considerata presumibilmente perduta.